# مايكل كورتيس فورد
مايكل كورتيس فورد (بالإنجليزية: Michael Curtis Ford)‏ (1950)؛ روائي أمريكي.